# Symphonie no 10 de Glass
Pour les articles homonymes, voir Symphonie no 10.
La Symphonie no 10 est une œuvre en cinq mouvements pour orchestre composée par Philip Glass en 2011. La symphonie, commandée par l'Orchestre français des jeunes à l'occasion de ses 30 ans et des 75 ans du compositeur, a été créée le 9 août 2012 au Grand Théâtre de Provence sous la direction de Dennis Russell Davies.